# Alieke van Maurik
Alieke van Maurik (Cappelle aan den IJssel, 11 mei 2005) is een Nederlandse handbalster die uitkomt voor het Duitse Borussia Dortmund.

## Biografie

### Clubcarrière
Van Maurik begon haar profcarrière bij eredivisionist HV Quintus in het Westlandse Kwintsheul, een onvervalst handbaldorp. In de seizoenen 2021/22 en 2022/23 nam ze met deze club deel aan de EHF European Cup. In de zomer van 2023 maakte ze de overstap naar VOC Amsterdam. Van Maurik werd in 2024 uitgeroepen tot speelster van het jaar. Voor het seizoen 2024/25 werd ze gecontracteerd door de Bunsesliga club Borussia Dortmund.

### Interlandcarrière
Met Nederland -17 nam Van Maurik deel aan het EHF -17 kampioenschap. Hieraan namen landen deel die zich niet wisten te plaatsen voor de officiële EK -17. Mede door 24 doelpunten van Van Maurik wist Nederland het toernooi te winnen. Een jaar later nam ze met Nederland -18 mee aan het WK -18, waar ze de vierde plaats wist te behalen. Van Maurik nam met Nederland -19 deel aan het EK -19 in Roemenië, waarbij ze niet voorbij de voorrondes wist te geraken. Meer succes had ze op het WK -20 in Skopje, Noord-Macedonië, waar ze met haar land een bronzen medaille won en opgenomen werd in het all-star team.
Van Maurik maakte haar debuut voor het seniorenteam van Nederland op 7 april 2023 in een vriendschappelijke wedstrijd tegen Zweden. In oktober 2023 wist Van Maurik haar eerste twee interlanddoelpunten te maken tegen Finland.
Van Maurik werd in november 2024 opgenomen in de selectie van de Nederlandse handbalploeg van het EK handbal 2024. Door een blessure haakte ze echter af en werd ze voorafgaande aan het toernooi vervangen door recordinternational Laura van der Heijden.

## Onderscheidingen
- - EK handbal -20 (2024)